# JEC/Krona Futsal
O JEC/Krona Futsal, referido popularmente como Joinville ou pelo acrônimo JEC, é o departamento de futsal do Joinville Esporte Clube, da cidade de Joinville, Santa Catarina. Fundado em 29 de janeiro de 2003, está entre as principais potências da modalidade no Brasil.
Entre 2009 e 2015, competiu como Krona Futsal em referência à patrocinadora que detinha os direitos de nome da equipe. No início de 2016, fundiu sua operação com o Joinville Esporte Clube e passou a ser oficialmente um departamento pertencente ao clube, utilizando o nome fantasia JEC Futsal. Com a incorporação, o interesse da cidade pelo esporte aumentou significativamente e, desde então, a equipe figura entre as maiores médias de público do país.
O alto investimento não demorou a resultar em troféus: são 8 títulos catarinenses, 5 copas estaduais (1 Copa Santa Catarina e 4 Recopas Catarinenses), 1 Superliga, 2 Supercopas do Brasil, 4 Taças Brasil e 1 Liga Nacional. Se tornou o quarto clube a conquistar a tríplice coroa nacional na histórica temporada de 2017, quando venceu Liga Nacional, Taça Brasil e Campeonato Catarinense. Possui seis participações na Copa Libertadores, sendo duas finalizadas com o vice-campeonato.
Com o crescimento das últimas temporadas, se estabeleceu como o segundo maior campeão catarinense e o terceiro maior vencedor da Taça Brasil. Atualmente, é uma das franquias associadas à Liga Nacional de Futsal, a principal competição de futebol de salão do Brasil.

## História

### 2003–2008: JEC/Krona
A criação do JEC/Krona é datada de 29 de janeiro de 2003, cerca de 47 anos após Joinville introduzir o futsal em Santa Catarina com os clubes Curriola Independente e América, ambos liderados pelo ex-jogador de futebol Zabot. No início, a gestão da equipe pertencia à Fundação dos Esportes do município. Nos primeiros anos, as inscrições e os vínculos dos atletas já eram registrados através do Joinville Esporte Clube, em uma prática que viria a ser encerrada quando a empresa Krona, que era somente patrocinadora até então, assumiu o controle administrativo.
As primeiras temporadas foram marcadas por boas campanhas que não resultaram em títulos. Entre os anos de 2005 e 2008, quatro vice-campeonatos consecutivos no Campeonato Catarinense anteciparam as conquistas que viriam a seguir. Sob gestão da Fundação dos Esportes, o principal feito do JEC/Krona foi alcançar a final da Liga Nacional de 2007, após eliminar nas semifinais a tradicional e favorita Ulbra de Manoel Tobias: vitória por 2 a 1 em Joinville e empate heroico em Canoas, com grande atuação do goleiro Rogério. O rival Jaraguá foi o adversário na decisão, quando ainda competia como Malwee e possuía o maior investimento do torneio. O favoritismo, dessa vez, se confirmou. Na primeira e única final catarinense da Liga Nacional, duas goleadas — 6 a 1 na ida, no Cau Hansen, e 5 a 3 na volta, na Arena Jaraguá — confirmaram o bicampeonato jaraguaense.

### 2009–2015: Krona
Em 2009, a Krona Tubos e Conexões, principal patrocinadora desde 2005 (até os dias atuais), assumiu a administração e renomeou a equipe como "Krona Futsal". Com investimentos ainda maiores, o tabu de vice-campeonatos finalmente foi quebrado na decisão do Campeonato Catarinense, contra o Florianópolis: vitória por 5 a 0 na ida, na capital, derrota por 2 a 1 na volta, em casa, e triunfo por 3 a 1 no jogo extra para consagrar o primeiro título estadual. O bicampeonato veio logo na temporada seguinte. Após perder a primeira partida da final para o Concórdia, por 3 a 0, a Krona venceu por 2 a 0 em um ginásio da Univille lotado e carregou a disputa à prorrogação, repetindo o placar do tempo normal e levantando o segundo troféu de sua história.
Os anos de 2011 e 2012 marcaram o "salto" da Krona no cenário nacional. Na Taça Brasil de 2011, depois de liderar seu grupo com 9 pontos em 4 partidas disputadas, a equipe joinvilense eliminou o Minas nas semifinais (3 a 1) e foi à decisão contra a Intelli, que à época competia na cidade de Orlândia, sede daquela edição. Na casa do adversário, empates em 1 a 1 no tempo normal e na prorrogação antecederam a vitória da Krona nas penalidades, por 4 a 2, selando o primeiro título do clube a nível nacional. Como campeã da Taça Brasil, abriu a temporada seguinte disputando a Superliga — sediada em Joinville. Novamente, liderou seu grupo e foi às semifinais, eliminando a equipe de Ibirama e chegando à final contra Carlos Barbosa. Os gols de Valdin e André abriram vantagem e, mesmo com a ACBF diminuindo no último minuto, a vitória por 2 a 1 deixou o troféu em Joinville.
A temporada de 2012 guardava mais uma final de Liga Nacional. Classificada ao mata-mata como terceira colocada da primeira fase e líder do quadrangular, a Krona passou por Botafogo nas quartas e Carlos Barbosa nas semifinais. Na final, perdeu a primeira partida contra a Intelli em casa, por 1 a 0, e tentou reverter a série em São Sebastião do Paraíso, mas sem sucesso. O empate de 4 a 4 conferiu o título à equipe paulista. Naquele ano, começou um padrão que se repetiria entre 2012 e 2014: a Krona conquistou o Campeonato Catarinense (vencendo o Jaraguá em uma final pela primeira vez) e foi vice-campeã da Taça Brasil, perdendo por 7 a 2 para o Minas, em Joinville. O mesmo se repetiu em 2013, com título estadual sobre a equipe de Rio do Sul e derrota contra o Atlântico na copa nacional. Em 2014, o pentacampeonato catarinense veio diante do Jaraguá e, seguindo a "escrita", amargou outro vice-campeonato na Taça Brasil, em derrota por 5 a 4 para o Crateús, do Ceará.
Nos últimos anos como Krona, a equipe ainda conquistaria a Recopa Santa Catarina de 2014 sobre o Clube Caça e Tiro, de Lages, e perderia o título do Campeonato Catarinense de 2015 para o rival Jaraguá. Com o apelo público e comercial diminuindo a cada ano, a gestão optou pela incorporação do futsal ao Joinville Esporte Clube, retornando às origens e formando um departamento (com administração comercial conjunta) pertencente ao Tricolor. A medida rapidamente surtiu efeito, com a torcida do clube voltando aos jogos de futsal e abraçando o projeto também fora de quadra: em 2023, o JEC/Krona ultrapassou a marca de mil sócios-torcedores e se firmou como a equipe com o maior programa de associação da modalidade no Brasil.

### 2016–presente: JEC/Krona
No retorno como JEC/Krona, em 2016, a equipe não alcançou grandes resultados. Reeditando a final de seu primeiro título estadual, voltou a enfrentar o Florianópolis e, ao perder por 2 a 1 na prorrogação, ficou com o vice-campeonato pela sexta vez. Na Liga Nacional, terminou a primeira fase na quarta colocação, com 35 pontos em 18 partidas (10 vitórias e 53 gols pró). Classificado ao mata-mata, eliminou o São José nas oitavas, empatando por 3 a 3 na ida e vencendo na volta, em casa, por 3 a 2. Nas quartas  de final, pela terceira vez seguida, o Joinville foi eliminado: após vencer a Assoeva por 3 a 2, saiu derrotado da segunda partida (2 a 1) e, com o placar zerado na prorrogação, perdeu a vaga para as semifinais nas penalidades.
Em 2017, o JEC/Krona viveu a melhor temporada de sua história. Com um aproveitamento perfeito na Taça Brasil, liderou o grupo da primeira fase — ao vencer todos os jogos —, eliminou o Minas na semifinal (2 a 1) e derrotou o Atlântico por 3 a 0 na final, vencendo o bicampeonato de forma invicta. O bom desempenho se repetiu na Liga Nacional, com apenas 2 derrotas em 16 partidas na fase classificatória. Classificado ao mata-mata, eliminou o Concórdia nas oitavas e o Atlântico nas quartas, ambos com um empate e uma vitória. Nas semifinais, ficou com a vaga vencendo o Foz Cataratas na prorrogação (2 a 1), depois de sofrer uma derrota na ida e aplicar 6 a 0 para igualar a série, em Joinville. O adversário da final foi a Assoeva, que havia sido algoz na edição anterior. O empate de 1 a 1 na ida assegurou a vantagem para o Tricolor, que só precisava vencer em casa. No entanto, a equipe gaúcha se defendeu bem e, com o empate de 2 a 2, o título foi decidido apenas na prorrogação: com gol solitário de Jackson Samurai, a vitória por 1 a 0 consagrou o primeiro título joinvilense na Liga Nacional.
Com o hexacampeonato estadual sobre o Concórdia, no final de dezembro, o Joinville se juntou a um seleto grupo de vencedores da tríplice coroa nacional. Apenas quatro equipes alcançaram o feito: Vasco, em 2000, Jaraguá, em 2008 e 2010, Carlos Barbosa, em 2009, e o JEC/Krona, em 2017. No ano seguinte, o sucesso não foi a mesmo. Logo em abril, foi superado pela ACBF por 4 a 1 na final da Libertadores, em Carlos Barbosa. Poucos meses depois, foi eliminado da Taça Brasil na fase de grupos, com apenas uma vitória. O segundo vice-campeonato do ano viria na Copa do Brasil, sofrendo duas derrotas para o Corinthians. O mês de novembro encerrou a temporada com outras duas eliminações: na Liga Nacional, o Joinville perdeu para o Sorocaba na prorrogação e caiu nas quartas de final, além de se despedir do estadual nas semifinais, diante do Tubarão.
Entre 2019 e 2021, os únicos títulos do JEC/Krona foram o Campeonato Catarinense de 2020, sobre a equipe de São Lourenço, e a Recopa Santa Catarina de 2021, superando o Joaçaba. Durante o período, também amargou três vice-campeonatos. Na Taça Brasil de 2021, goleou o Minas por 5 a 1 nas semifinais e acabou perdendo a decisão para o Sorocaba. Em 2019 e 2021, chegou à final do estadual e sofreu derrotas diante de Joaçaba (3 a 2, em final única) e Jaraguá (goleada por 4 a 0 na Arena Jaraguá e 8 a 4 no Cau Hansen), respectivamente. Para a temporada seguinte, o Joinville reformulou a comissão técnica e renovou com peças fundamentais do elenco, buscando recuperar o alto nível atingido em 2017.
Em 2022, a equipe apresentou evolução: disputando a Taça Brasil em casa, o JEC/Krona liderou a fase classificatória com 12 pontos em 4 partidas. No mata-mata, manteve o aproveitamento perfeito e venceu o Ceará por 4 a 2 na semifinal. A final guardou uma "revanche" da edição anterior, contra o Sorocaba. Dessa vez, o Joinville repetiu o placar de 4 a 2 e conquistou o tricampeonato. O ano também marcou o título inédito da Copa Santa Catarina, torneio que conferia vaga à próxima Copa do Brasil, com vitória na final sobre a equipe de Curitibanos (4 a 1 na ida e 6 a 3 na volta). Na Liga Nacional e no Campeonato Catarinense, campanhas que terminaram com eliminações precoces para Corinthians nas quartas e Tubarão nas semifinais, respectivamente.
Na temporada de 2023, de sete competições disputadas, o Joinville chegou a seis decisões. O ano começou com o primeiro título da Supercopa do Brasil, em Maracaju, com vitória por 4 a 1 sobre o Sorocaba e vaga garantida na Libertadores. No cenário estadual, o JEC/Krona conquistou a Recopa e o octacampeonato catarinense, ambos sobre o rival Jaraguá. Com o bom desempenho, o Tricolor viria a alcançar mais duas finais: sua segunda na Libertadores, perdendo para o Cascavel por 3 a 1, e a quarta final de Liga Nacional, onde foi superado pelo Atlântico, de virada, com dois gols restando menos de 30 segundos para o fim do jogo. Ainda restou tempo para a Copa do Brasil, onde chegou às oitavas e acabou eliminado com duas derrotas diante do Sorocaba.
Mantendo o alto investimento, o JEC/Krona iniciou o ano de 2024 com dois tetracampeonatos. Já em abril, venceu o Cunha Porã no Cau Hansen e conquistou a Recopa Santa Catarina. Em Sorriso, no Mato Grosso, o Joinville disputou a Taça Brasil e chegou ao quarto título, eliminando o Praia, até então atual campeão, e derrotando o Pato na decisão por 3 a 0. Sob comando de Herick Pereira, após a saída de Cassiano Klein para o Benfica, o Tricolor avançou ao mata-mata da Liga Nacional como o líder da primeira fase, com 55 pontos conquistados em 23 partidas. Depois de eliminar o Marreco nas oitavas, empatou com o Umuarama fora de casa pelas quartas e, na volta, acabou sendo surpreendido e derrotado por 4 a 3 em pleno Cau Hansen. O ginásio ainda seria palco do vice-campeonato catarinense diante do Jaraguá, com direito a protestos da torcida após o apito final.

## Ginásio
O JEC/Krona exerce seus mandos no Centreventos Cau Hansen, um complexo esportivo inaugurado em 1998. Não só recebe as partidas, como também é utilizado em eventos promocionais e experiências oferecidas pela equipe ao público, como shows de luzes, apresentações com mascotes e interações entre jogadores e torcida.
Com área totalizada em 5.000 metros quadrados, é composto por: Expocentro Edmundo Doubrawa, Teatro Juarez Machado, Centro de Convenções Alfredo Salfer e a arena fechada, que comporta até 6.000 espectadores e conta com praça de alimentação, mais de trinta camarotes, coxias e diversas salas de apoio. Desde junho de 2024, o Instituto Festival de Dança assumiu a gestão após assinar contrato com a Prefeitura de Joinville, se tornando responsável pela manutenção dos equipamentos culturais e por operar os serviços executados. Além de sediar o JEC/Krona, também é a casa do Joinville Vôlei, equipe de voleibol fundada por Giovane Gávio em 2020, que compete atualmente na Superliga Brasileira (masculina).
Há um projeto em etapas preparatórias para a construção de um novo ginásio municipal em Joinville. Com previsão de entrega até o ano de 2028 e investimento estimado em 100 milhões de reais, o espaço será climatizado e disponibilizará áreas para treinamentos e eventos culturais. Localizado ao norte da cidade, anexo à Univille, o local abrange uma área total de 31 mil metros quadrados e deve abrigar mais de 5.000 espectadores em sua arena, se tornando uma opção para as equipes esportivas do município.

## Rivalidades

### Clássicos estaduais
Uma das rivalidades mais intensas do futsal nacional é protagonizada por Joinville e Jaraguá, as duas equipes catarinenses de maior força, investimento e tradição. Não à toa, o confronto é amplamente considerado o maior clássico do país. Os municípios de Joinville e Jaraguá do Sul são limítrofes e tidos como as principais cidades do norte de Santa Catarina — dois fatores importantes para a rivalidade entre seus habitantes, originada muito antes das disputas esportivas.
O clássico é recorrente em decisões ou fases avançadas de torneios estaduais e nacionais, sempre registrando públicos expressivos que refletem a intensidade das equipes em quadra. Desde a primeira final, em 2005, o confronto decidiu nove edições de Campeonato Catarinense. No total, são 6 títulos aurinegros (2005, 2006, 2008, 2015, 2021 e 2024) e 3 vitórias tricolores (2012, 2014 e 2023). O duelo também decidiu o título da Liga Nacional em 2007, numa final marcada por goleadas jaraguaenses — 6 a 1 na partida de ida, em Joinville, e 5 a 3 na volta, na Arena Jaraguá.
Outros clubes catarinenses (principalmente os que participam da Liga Nacional) também formam clássicos com o Joinville, apesar de não haver tanta intensidade nas arquibancadas. Joaçaba, Tubarão e Blumenau são algumas das equipes que se destacam entre as mais competitivas de Santa Catarina. Em torneios estaduais, o Tricolor foi marcado por finais contra Concórdia, com 2 títulos joinvilenses, e Florianópolis, com um troféu para cada.

### Clássicos nacionais
Considerando clubes de outros estados, o confronto de maior rivalidade do Joinville é contra o Sorocaba. O duelo decidiu três títulos nacionais: Taça Brasil de 2021 (3 a 2 para os paulistas), Taça Brasil de 2022 ("vingança" joinvilense por 4 a 2) e Supercopa do Brasil de 2023 (vitória tricolor, com placar de 4 a 1). Outra partida relevante para o clássico foi a semifinal da Copa Libertadores de 2018, na qual o JEC/Krona venceu por 5 a 4 e chegou à sua primeira final continental.
Na decisão do torneio, o adversário viria a ser o Carlos Barbosa, outro rival histórico e anfitrião daquela edição. Os gaúchos, com um ginásio lotado pela torcida laranja, anotaram 4 a 1 no placar e conquistaram o sexto título. Além da Libertadores, ambos decidiram a Superliga de 2012, sediada em Joinville, com vitória por 2 a 1 do JEC/Krona.
A lista de rivais do Tricolor em partidas importantes é extensa. Em sua segunda final continental, perdeu por 3 a 1 para o Cascavel e ficou novamente com o vice-campeonato. Por três vezes, enfrentou o Atlântico em decisões: campeão na Taça Brasil de 2017, foi derrotado no mesmo torneio, em 2013, e na Liga Nacional de 2023. Assoeva, Corinthians, Minas, Pato e outros clubes que se destacam nacionalmente também marcaram a história do Joinville.

## Títulos
| HONRARIAS      | HONRARIAS                        | HONRARIAS | HONRARIAS                                       |
|                | Competição                       | Títulos   | Temporadas                                      |
| -------------- | -------------------------------- | --------- | ----------------------------------------------- |
|                | Tríplice Coroa Nacional          | 1         | 2017                                            |
| NACIONAIS      |                                  |           |                                                 |
|                | Competição                       | Títulos   | Temporadas                                      |
|                | Liga Nacional de Futsal          | 1         | 2017                                            |
|                | Taça Brasil de Futsal            | 4         | 2011, 2017, 2022 e 2024                         |
|                | Superliga de Futsal              | 1         | 2012                                            |
| Brasil         | Supercopa do Brasil de Futsal    | 2         | 2023 e 2025                                     |
| ESTADUAIS      |                                  |           |                                                 |
|                | Competição                       | Títulos   | Temporadas                                      |
| Santa Catarina | Campeonato Catarinense de Futsal | 8         | 2009, 2010, 2012, 2013, 2014, 2017, 2020 e 2023 |
| Santa Catarina | Copa Santa Catarina de Futsal    | 1         | 2022                                            |
| Santa Catarina | Recopa Santa Catarina de Futsal  | 4         | 2014, 2021, 2023 e 2024                         |

### Outras conquistas
- Jogos Abertos de Santa Catarina: 2005, 2006, 2012, 2013 e 2014
- Copa Cataratas de Futsal: 2013
- Super Copa Gramado de Futsal: 2023 e 2024
- Copa Mundo do Futsal (Sub-21): 2024

### Campanhas de destaque
- Copa Libertadores de Futsal: vice-campeão em 2018 e 2023
- Liga Nacional de Futsal: vice-campeão em 2007, 2012 e 2023
- Taça Brasil de Futsal: vice-campeão em 2012, 2013, 2014 e 2021
- Copa do Brasil de Futsal: vice-campeão em 2018
- Superliga de Futsal: vice-campeão em 2008
- Campeonato Catarinense de Futsal: vice-campeão em 2005, 2006, 2007, 2008, 2015, 2016, 2019, 2021 e 2024

## Elenco atual
Atualizado pela última vez em 21 de janeiro de 2025.